# Kamen-Rybolow
Kamen-Rybolow (russisch Ка́мень-Рыболо́в) ist ein Dorf in der Region Primorje (Russland) mit 8723 Einwohnern (Stand 1. Oktober 2021).

## Geographie
Die Siedlung liegt im Fernen Osten Russlands am westlichen Ufer des Chankasees, etwa 180 Kilometer (Luftlinie) nördlich der Regionshauptstadt Wladiwostok.
Kamen-Rybolow ist Verwaltungszentrum des Rajons Chankaiski (Chankasee-Rajon).

## Geschichte
Das Dorf wurde 1865 von Umsiedlern aus Zentralrussland in der Nähe des Militärpostens Nr. 8, Standort des Stabes des 3. Ost-Sibirischen Grenzbataillons nach dem Anschluss des Primorje-Gebietes an Russland gemäß Vertrag von Aigun 1858 gegründet. Sein Name ist eine Zusammensetzung aus den russischen Wörtern kamen für Stein oder Felsen und rybolow für Fischer, wörtlich „Fischfänger“; der genaue Grund oder Anlass für diese Bezeichnung ist unbekannt. 1867 und 1868 besuchte Nikolai Prschewalski auf seiner ersten Reise den Chankasee; in seinem Buch Reise in das Ussuri-Gebiet beschreibt er auch die frühen Jahre des Dorfes Kamen-Rybolow. Später weilten weitere Naturforscher wie Richard Maack im Dorf.
1933 wurde eine Eisenbahnstrecke, ausgehend von der Station Mansowka (heute Sibirzewo) der Transsibirischen Eisenbahn entlang des Westufers des Chankasees über Kamen-Rybolow bis Nowokatschalinsk (Katschalowka) eröffnet (und 1941 bis Turi Rog unmittelbar an der Grenze zu China verlängert).
1936 entstand am westlichen Ortsrand ein Militärflugplatz, auf dem das 47. Jagdfliegerregiment der sowjetischen Luftstreitkräfte stationiert wurde. Dieses spielte erstmals eine bedeutende Rolle während des Japanisch-Sowjetischen Grenzkonflikts 1938/1939. 1946 wurde das Regiment verlegt; der Flugplatz diente noch bis um 1990 zivilen Zwecken.
Am 4. Januar 1926 wurde Kamen-Rybolow Verwaltungszentrum des Chankasee-Rajons. Insbesondere in den 1960er Jahren wuchs das Dorf mit der Ansiedlung von Betrieben zur Verarbeitung von Fisch und landwirtschaftlichen Erzeugnissen und der Eingemeindung des unmittelbar anschließenden Dorfes Astrachanka schnell.

### Bevölkerungsentwicklung
| Jahr | Einwohner |
| ---- | --------- |
| 1910 | 647       |
| 1939 | 5.063     |
| 1959 | 1.505     |
| 1970 | 8.179     |
| 1979 | 7.037     |
| 1989 | 8.569     |
| 2002 | 11.769    |
| 2010 | 10.909    |
| 2021 | 8.723     |

Anmerkung: ab 1939 Volkszählungsdaten

## Kultur und Sehenswürdigkeiten
Hauptsehenswürdigkeit ist der Chankasee, ein insbesondere ornithologisch interessantes Gebiet mit seinen abschnittsweise malerischen Ufern. Im Ort gibt es ein kleines Rajon-Heimatmuseum.
In Kamen-Rybolow ist das Fernöstliche Wissenschaftliche Forschungsinstitut für Pflanzenschutz (DWNIISR) ansässig.

## Wirtschaft und Infrastruktur
Hauptwirtschaftszweige sind Landwirtschaft und Fischfang sowie die Lebensmittelindustrie. Verschiedene Betriebe, so eine Ziegelei und eine fischverarbeitende Fabrik wurden jedoch in den 1990er Jahren geschlossen.
Kamen-Rybolow liegt an der Eisenbahnstrecke Sibirzewo–Turi Rog (Streckenkilometer 77). Durch den Ort führt die Regionalstraße 05A-192, die von Michailowka bei Ussurijsk an der Fernstraße A370 Chabarowsk–Wladiwostok ebenfalls nach Turi Rog führt. Von dieser zweigt hier die 05K-267 nach Scharikowo ab, ein kleines Dorf in der dünn besiedelten Mittelgebirgslandschaft entlang der Grenze zur Volksrepublik China.